# D47 (hunebed)
Hunebed D47 ligt, evenals hunebed D46, sinds ca. 1960 midden in een woongebied; de wijk Angelslo in de plaats Emmen in de Nederlandse provincie Drenthe. Beide liggen tussen flatgebouwen in.
Het hunebed ligt aan de Haselackers.

## Bouw
Het hunebed wordt toegeschreven aan de trechterbekercultuur.
Het heeft vijf dekstenen. Twee willekeurige zwerfkeien zijn bij een restauratie in 1997 bijgeplaatst als dekstenen.
De tien draagstenen en twee sluitstenen zijn bijna geheel onder het maaiveld gelegen.
Het hunebed is 6,9 meter lang en 2,0 meter breed.

## Geschiedenis
Het hunebed wordt vermeld op de Hottingerkaart (1788-1792).
In 1819 wordt het hunebed beschreven door L. Willinge.
In de 19e eeuw kocht de Staat der Nederlanden dit hunebed van B. Jans en B.J. Haasken cum suis in Noordbarge.
John Hofstede groef in 1809 in een hunebed een complete trechterbeker op. Onbekend is of dit D46 of D47 is geweest. De trechterbeker is in de collectie van het Drents Museum.
Van Giffen beschrijft het hunebed: "Het hunebed is weliswaar door het ontbreken van D_1 en D_3 (dekstenen) onvolledig, doch overigens blijkbaar nog in tamelijk oorspronkelijken staat". Er waren nog slechts twee dekstenen, later werd één deksteen gevonden en teruggeplaatst. Ook waren er restanten van de dekheuvel.
Het hunebed is gerestaureerd in 1960 en in 1997.

## Society of Antiquaries[7]
In Engeland ontstond in de jaren zeventig van de 19e eeuw bezorgdheid over de wijze waarop in Nederland hunebedden werden gerestaureerd. In die kringen was men vooral bezorgd dat met de restauraties het oorspronkelijk beeld van de situatie verloren zou gaan. De directeur van de Society of Antiquaries in Londen verzocht de oudheidkundigen William Collings Lukis en sir Henry Dryden om de staat waarin de hunebedden zich op dat moment bevonden nauwkeurig vast te leggen. Zij bezochten in juli 1878 Drenthe en brachten veertig hunebedden op de Hondsrug in kaart. Ze hebben opmetingen verricht en beschreven de aangetroffen situatie, die zij tevens vastlegden in een serie aquarellen. Hun rapportage aan de Society of Antiquaries verscheen echter niet in druk. Hun materiaal werd bewaard bij de Society of Antiquaries, het Guernsey Museum & Art Gallery en het Drents Museum. Het Ashmolean Museum in Oxford bezit kopieën van hun werk. In 2015 publiceerde de Drentse archeoloog dr. Wijnand van der Sanden alsnog hun werk. Hij voorzag hun materiaal van een uitgebreide inleiding. Ook schetste hij de ontwikkelingen met betrekking tot het archeologisch onderzoek van de hunebedden na hun onderzoek tot 2015. Hij gaf als oordeel dat het werk van Lukis en Dryden van hoge kwaliteit was. In het Drents Museum was in 2015 een tentoonstelling over het werk.
Hunebed D47 is weergegeven op Plan XXXVIII: Lukis en Dryden bezochten het hunebed op 22 juli 1878. Het hunebed had vijf dekstenen, waarvan nog twee overgebleven zijn. De westelijke deksteen lag nog op zijn plek. De andere lagen in de grafkelder. Er waren nog zeven draagstenen. De dekheuvel was circa 18 meter in diameter en was ten tijde van hun bezoek nog aanwezig. Het hunebed was in eigendom van de staat. Meerdere grafheuvels, die tussen dit hunebed en hunebed D46 lagen, waren geopend.